# Mao Gong Ding

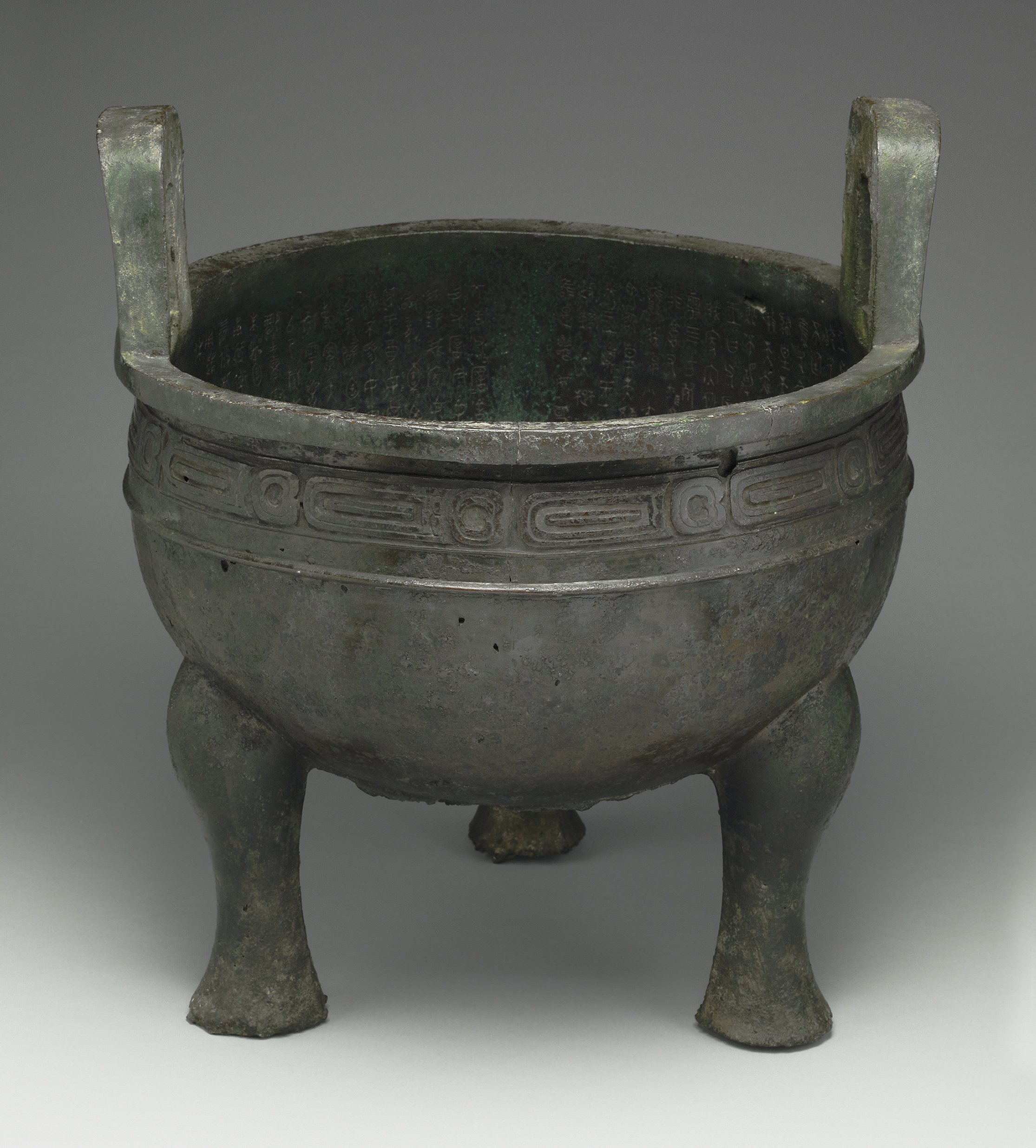
Mao Gong Ding im Nationalen Palastmuseum

Das Mao Gong Ding oder Mao Kung Ting ist ein Bronze-Ding aus der Zeit der westlichen Zhou-Dynastie (1045 bis 771 vor Christus).
Das Ding trägt auf der Innenseite 497 Schriftzeichen, die längste bekannte Bronzeinschrift.
Das Objekt ging in der Antike zunächst verloren und wurde 1843 in Shaanxi bei einer Grabung entdeckt. Vor bzw. während des chinesischen Bürgerkrieges war das Mao Gong Ding in Besitz des Shanghaier Millionärs Chen Yon Ren. Nach dessen Tod ging es in den Besitz der Kuomintang-Regierung über. Im Jahr 1948 wurde es zusammen mit zahlreichen anderen Kunstgegenständen nach Taiwan gebracht. Es ist im Nationalen Palastmuseum ausgestellt.
Neben dem Fleischstein und dem Jadekohl ist es eines der bedeutendsten Kulturgüter Chinas.